# 서울랜드
서울랜드(영어: Seoul Land)는 대한민국 경기도 과천시 막계동 서울대공원 내에 있는 테마 공원이다. 주식회사 서울랜드(구.한덕개발)에서 운영한다. 본 놀이공원은 정식 이름이 서울랜드지만 위치한 소재지는 경기도 과천시다.
면적은 28만 2250m2이다. 1984년 개원한 서울대공원의 동·식물원에 이어서, 정부 차원의 위락시설지구 조성을 위한 국가 전략 사업의 일환으로 1984년 1월 4일 착공, 본격적으로 시작한 이 공사는 1986년 4월에 했는데 당초 공사 예정사인 대림산업이 하기로 했지만, 중도 하차해버려서 결국 1985년 8월 2일 시행사를 한일건설로 확정하면서 공사가 재개됐으며 1988년 5월 11일 개장했다. 놀이·교양·편익·조경·휴양·운동·교통·관리시설 등 8개 부문에 걸쳐 250여 가지의 각종 시설을 갖추고 있다.
미국과 일본의 디즈니랜드를 기반으로 '세계의 광장'을 비롯한 '삼천리 동산', '미래의 나라', '모험의 나라', '환상의 나라' 등 각 5개의 테마 구역으로 나눠 최첨단 대단위 주제 공원으로 조성한 점이 특징이다. 그 밖에 여러 공연과 특별 행사가 펼쳐지며, 서울대공원과는 무궤도열차로 연결된다.
1990년대 한때 국내 테마파크 대장 3순위에 올랐으나 2000년대 들어서 어트랙션 투자가 정체되는 사이 2007년 경주월드가 파에톤을 개장하며 서울랜드의 아성을 위협하더니 2018년에 드라켄을 개장하여 당시 2위에 있던 에버랜드마저도 위협받으며 서울랜드는 아예 3대장 자리를 빼앗기고 말았다. 심지어 2024년에는 경주월드가 스콜앤하티를 개장하여 서울랜드는 고사하고 에버랜드 마저도 3순위로 밀어내어 롯데월드에 이어 2위까지 올라 독특한 컨셉의 스릴 기구들과 다크라이드를 가지고 있는 롯데월드와도 다투는 중이다.

## 운영 및 관리
위치는 경기도 과천시 막계동에 있으며 서울대공원 내에 위치하고 있으나 서울특별시가 관리하는 서울대공원과는 달리 주식회사 서울랜드에서 운영하고 있다. 한덕개발 주식회사(현 주식회사 서울랜드)가 놀이기구 등의 시설을 기부채납하는 방식으로 서울시 소유 부지에 놀이 공원을 세워 현재까지 운영 중이다. 2014년에 일부 시설의 운영권이 만료되었고, 재입찰을 통해 잔여 시설의 운영권이 만료될 때까지 2014년에 운영권이 만료되는 시설의 운영권을 입찰을 맡겨 2017년까지 서울랜드(한덕개발)에서 모든 시설을 운영하게 되었다. 2017년 5월에 모든 시설의 운영권이 만료되어, 새로운 사업자를 선정할 예정이다. 2017년 5월 5년 연장 계약이 체결되었다.

## 캐릭터 및 마스코트
아롱이와 다롱이라는 캐릭터가 있으며 아롱이가 남자이고 다롱이가 여자이다.
모태는 거북이를 본따왔으며 거북이를 의인화한 모습을 갖고 있다.

## 안내방송 성우
1980년대말부터 1990년대까지는 성우 장정진(1953~2004)이 맡았으며 1990년대 서울랜드 TV 광고에도 목소리 출연으로 나왔다가, 이후 성우 김승준으로 변경되었다. 1990년대 서울랜드 TV 광고에도 목소리 출연으로 나왔다.

## 놀이기구 및 체험시설

### 세계의 광장
- VR게이트
- 시티패럿

### 모험의 나라
- 리모컨 보트
- 급류타기
- 킹바이킹
- 니나노고카트
- 사격장
- 해적소굴

### 환상의 나라
- 터닝메카드GO범퍼카
- 터닝메카드레이싱
- 카트라이더범퍼
- 빅회전목마
- 피터팬
- 구름빵
- 깜부비행기
- 알포스윙
- 브루미즈동산
- 라바트위스터
- 토이라이드
- 또봇 트레인
- 월드컵
- 쥬라기랜드
- 붕붕카
- 도레미악단
- 캐니멀서커스
- 크라켄 아일랜드

### 미래의 나라
- 타임머신 5D 360
- 앨리스 원더하우스
- 춤추는 요술집
- 은하열차 888
- 블랙홀 2000
- 샷X드롭
- 스카이-X (별도요금)
- 달나라 열차
- 둥실비행선
- 미니바이킹
- X 플라이어
- 4D깜짝모험관
- 출동! 슈퍼윙스
- 록카페
- 개구리만세

### 삼천리 동산
- 라바 눈썰매장 (동절기)
- 패들보트
- 도깨비 바람
- 화랑활터
- 삼천리대극장
- 베스트 키즈
- 귀신동굴 (영업종료)

### 철거된 시설
- 범퍼보트
- 서든어택
- 드래곤탱크 (별도요금)
- 마법의 양탄자
- 하이롤러
- 전래 동화관

## 주변 시설

### 서울대공원
- 동물원
- 어린이 동물원
- 식물원
- 장미원
- 코끼리 열차
- 과천과학관

## 대중문화
- 2017년 GMA 일일연속극 - 한국인 자기야

## 서울랜드 편의시설
- 정문 연관이용권 센터, 단체 상담실
- 동문안내 / 단체상담실
- 중앙 안내실
- 유모차, 휠체어 대여소 (유모차 대여료 4000원 휠체어 무료)
- 물품보관소 ( 일반 1000원, 대형 2000원)
- 현금인출기
- 유아휴게실
- 의무실[3]

## 사진

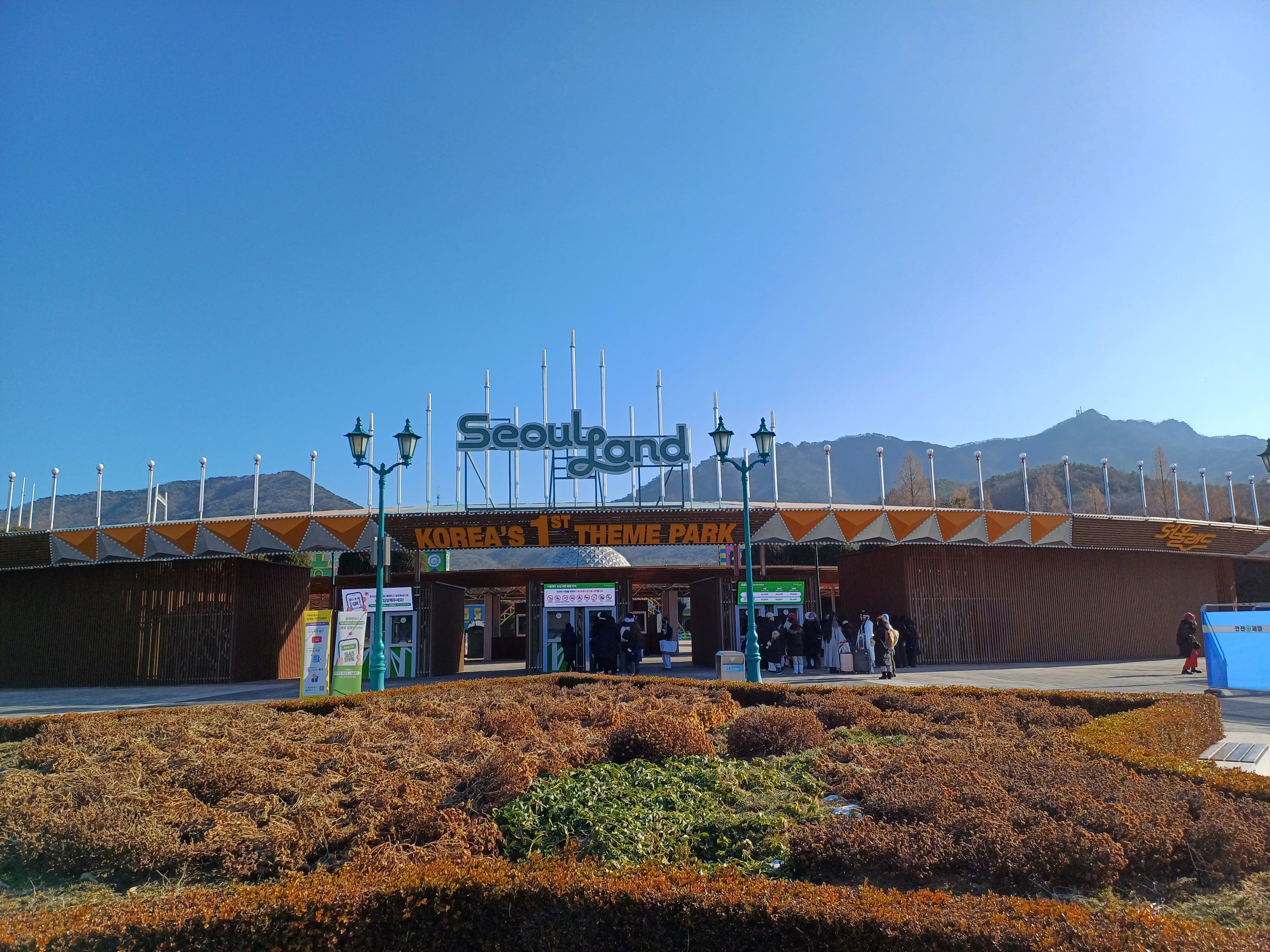
서울랜드 입장 장소
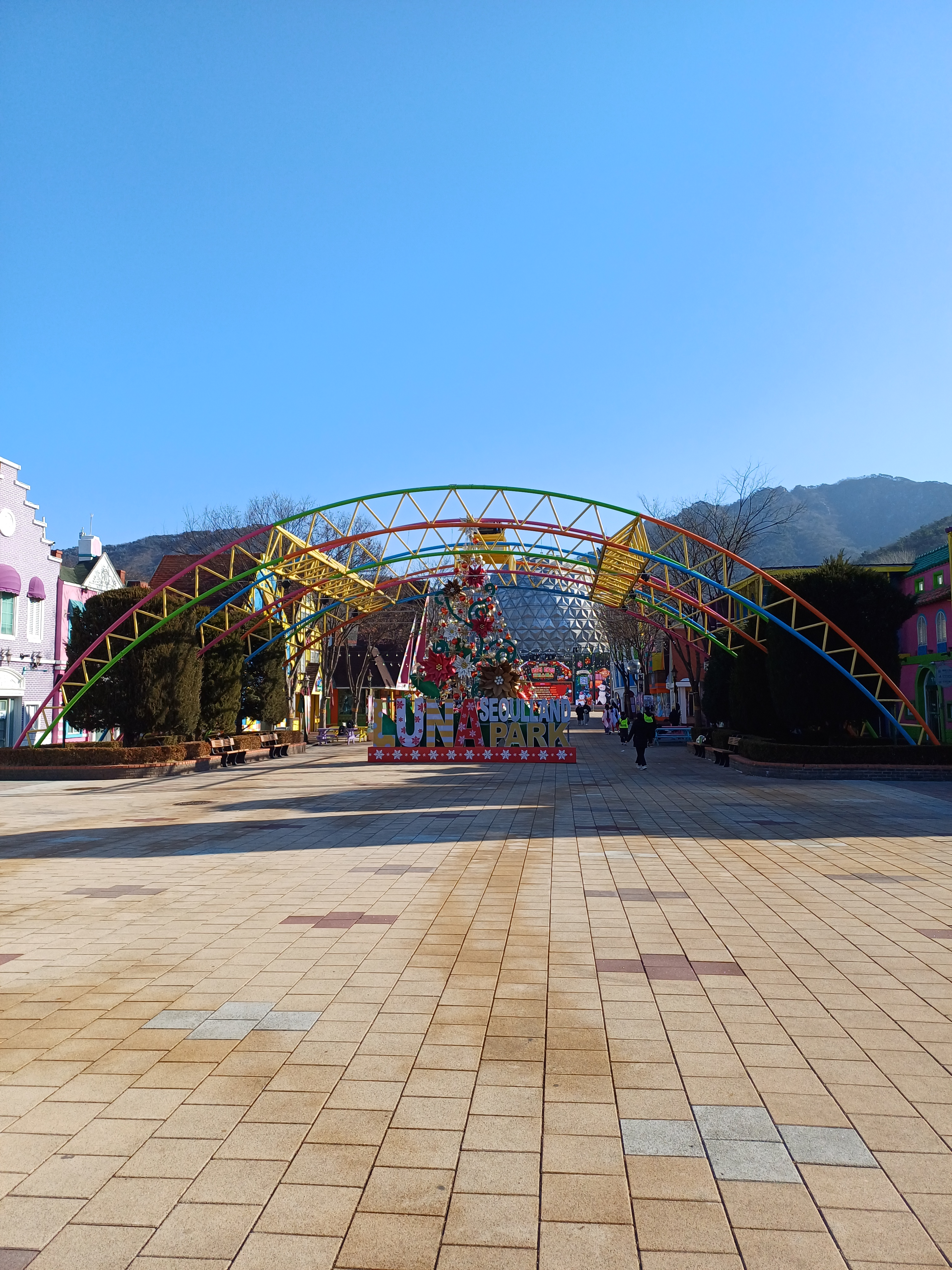
내부
서울랜드의 상징 지구별(지오데식 돔)
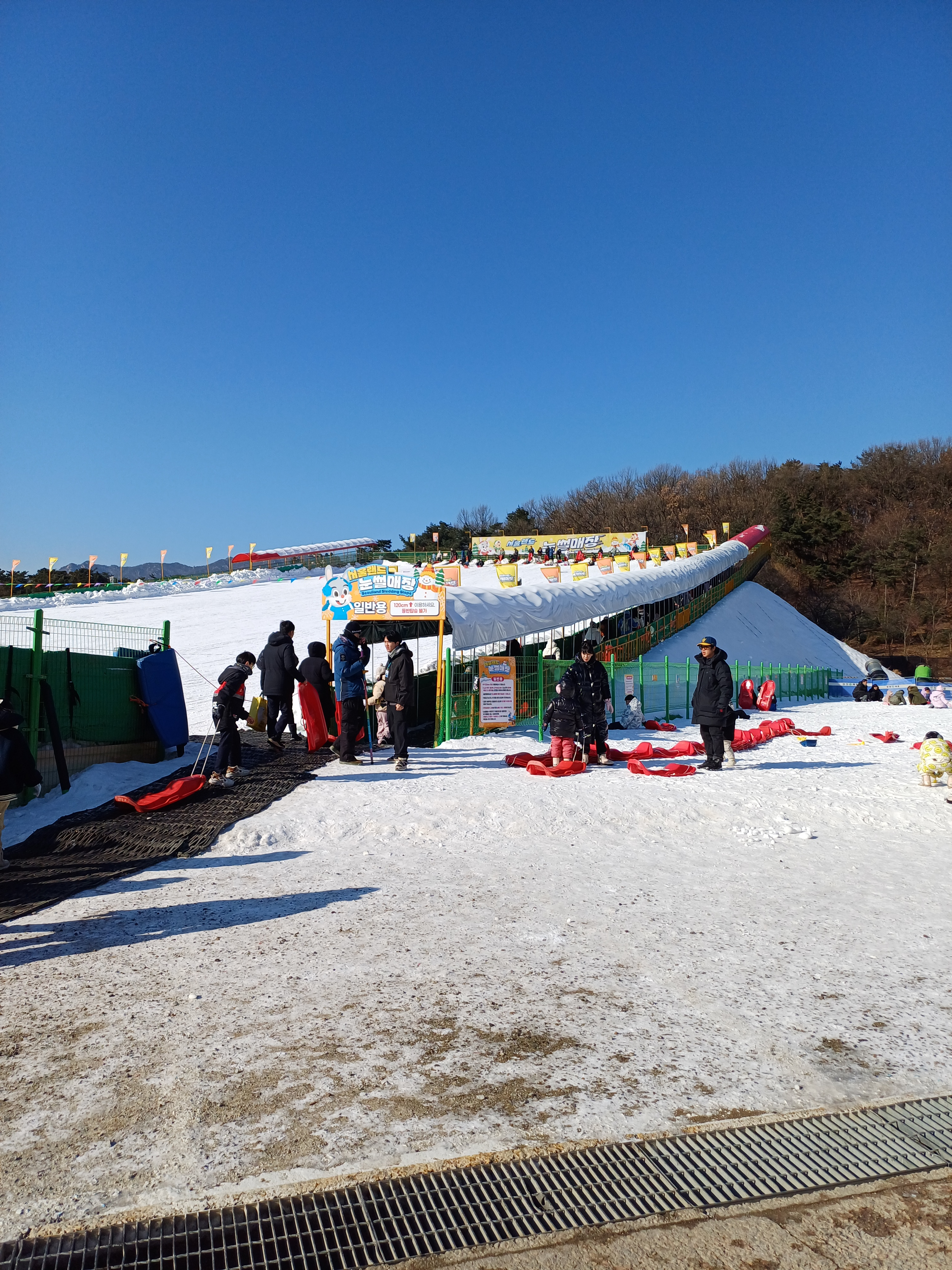
눈썰매장

## 같이 보기
- 에버랜드
- 롯데월드
- 서울어린이대공원